# Željko Dimitrijević
Željko Dimitrijević (4 de enero de 1971) es un deportista serbio que compitió en atletismo adaptado. Ganó cuatro medallas en los Juegos Paralímpicos de Verano entre los años 2012 y 2024.

## Palmarés internacional
| Juegos Paralímpicos | Juegos Paralímpicos     | Juegos Paralímpicos | Juegos Paralímpicos |
| Año                 | Lugar                   | Medalla             | Prueba              |
| ------------------- | ----------------------- | ------------------- | ------------------- |
| 2012                | Londres (Reino Unido)   | Medalla de oro      | Maza F31/32/51      |
| 2016                | Río de Janeiro (Brasil) | Medalla de oro      | Maza 51             |
| 2020                | Tokio (Japón)           | Medalla de plata    | Maza 51             |
| 2024                | París (Francia)         | Medalla de bronce   | Maza 51             |